# Sun Li
Sun Li (Shanghái, 26 de septiembre de 1982), conocida también como Susan Sun o Betty Sun, es una actriz y cantante china. Es aclamada por críticos y cibernautas como la «reina de la televisión china». En 2018 se convirtió en la actriz china más joven en ganar los tres premios más importantes en la industria audiovisual de ese país: Flying Apsaras, Golden Eagle y Magnolia.

## Biografía
Tiene una hermana llamada Sun Yan.

## Carrera

### Inicios
Sun logró el reconocimiento en la farándula china en 2001 cuando participó en el programa de telerrealidad Star Search Singapore, organizado por la compañía MediaCorp. Allí alcanzó las finales y fue destacada por Andy Lau, uno de los jueces de la competencia. Tras su participación en el concurso, Sun se unió a Hairun Media como su artista insignia.
En 2003, el autor y productor de televisión Hai Yan la escogió para protagonizar la serie Goddess of Mercy. Sun recibió comentarios sumamente positivos de la audiencia por su interpretación de An Xin, y alcanzó la fama en China como una de las jóvenes actrices más prometedoras. En una entrevista con Global Times, Sun agradeció a Ding Hei, director de Goddess of Mercy, afirmando: «No solo por darme el papel de An Xin, sino por creer en mi, una persona que nunca recibió ninguna clase de actuación formal».

### Reconocimiento
En 2006 ganó un premio Hundred Flowers en la categoría de mejor debutante por su participación en la cinta Huo Yuanjia junto al reconocido actor Jet Li. Acto seguido protagonizó junto a Huang Xiaoming la serie Shanghai Bund (2007), un remake de la serie de 1980 The Bund.
En 2008 protagonizó la película de terror de Gordon Chan Painted Skin, actuación que le valió varias nominaciones en importantes premios en su país. El mismo año protagonizó el drama militar de Gao Xixi Tian Mi Mi. La serie fue elegida por la Asociación de Radio y Televisión de China como una de las mejores series de televisión del año.
En 2009 integró el reparto del filme Iron Road, la segunda producción creada bajo el tratado de coproducción entre Canadá y China establecido en la década de 1960. En ella, Sun interpreta a una niña china de escasos recursos en busca de su padre que trabaja en un ferrocarril en América del Norte, por lo que tuvo que hablar en inglés en la película. Por su actuación, Sun fue coronada como la mejor actriz en el segundo Festival FictionFest en Roma y en la edición número 25 de los Premios Gemini. Ese mismo año Sun interpretó el papel protagónico en la serie Auntie Duohe, basada en la novela homónima de la laureada autora Geling Yan.
Sun fue alabada por la crítica especializada por su papel como la Emperatriz Xiaoshengxian en el drama histórico Empresses in the Palace. Fue nominada a un Premio Emmy Internacional en la categoría de mejor actriz por este papel. Elogiado por ser uno de los mejores dramas históricos de China, el seriado obtuvo altas calificaciones a lo largo de su transmisión. El mismo año se reunió con el director de Painted Skin. Gordan Chan, en Mural (conocida también como Painted Skin 2). También protagonizó la cinta de artes marciales The Lost Bladesman con Donnie Yen y Jiang Wen.
Por su papel como madre soltera en Hot Mom! (2013), Sun ganó el Premio Magnolia en la categoría de mejor actriz en una serie de televisión en la gala del vigésimo Festival de Televisión de Shanghái. En 2015 interpretó a la Reina Dowager Xuan, la primera estadista de China, en el drama histórico The Legend of Mi Yue.

### Actualidad
En 2017 protagonizó la serie dramática Nothing Gold Can Stay, basada en la historia real de Zhou Ying, una empresaria en ciernes que asume las responsabilidades de su marido fallecido y comienza a reconstruir su imperio empresarial desde cero. Por su papel, Sun obtuvo el premio a la mejor actriz en la gala de los premios Flying Apsaras.

## Plano personal
Sun y el actor Deng Chao registraron su matrimonio en 2010 y realizaron una ceremonia oficial en 2011 con un embarazo de cinco meses. Tienen dos hijos, Deng Han Zhi (nacido en noviembre de 2011) y Deng Han Yi (nacida en mayo de 2014).
Sun ha expresado su postura contra la crueldad hacia los animales al aparecer en un anuncio de PETA Asia en 2010.

## Filmografía

### Cine
| Año  | Título                     | Rol          | Notas |
| ---- | -------------------------- | ------------ | ----- |
| 2006 | Fearless                   | Yue Ci       |       |
| 2008 | Painted Skin               | Xia Bing     |       |
| 2009 | Iron Road                  | Little Tiger |       |
| 2009 | Kung Fu Cyborg             | Zhou Shumei  |       |
| 2010 | Just Another Pandora's Box | Rose         |       |
| 2011 | The Lost Bladesman         | Qilan        |       |
| 2011 | Mural                      | Shao Yao     |       |
| 2014 | Just Another Margin        | Jin Ling     |       |
| 2014 | The Breakup Guru           | Herself      | Cameo |
| 2015 | Devil and Angel            | Zha Xiaodao  |       |
| 2018 | Shadow                     | Xiao'ai      |       |

### Televisión
| Año  | Título                  | Rol                   | Notas  |
| ---- | ----------------------- | --------------------- | ------ |
| 2001 | Romance in the Rain     | Bailarina             |        |
| 2003 | Goddess of Mercy        | An Xin                |        |
| 2003 | Yi Shuang Xiu Hua Xie   | Lin Ying              |        |
| 2004 | A Ray of Sunshine       | Yi Aiyuan/Yi Chuanxia |        |
| 2004 | Hong Fen Shi Jia        | Yao Zhi               |        |
| 2004 | Crimson Romance         | Zhou Xiaobai          |        |
| 2005 | Feng Yu Xi Guan         | Xie Tianhui           |        |
| 2005 | Days and a Bureau       | Zhu Wanqiu            |        |
| 2005 | Happiness as Flowers    | Du Juan               |        |
| 2005 | Emerald on the Roof     | Mo Jiaqi              |        |
| 2007 | Shanghai Bund           | Feng Chengcheng       |        |
| 2007 | Yi Shi Qing Yuan        | Ji Wen                |        |
| 2008 | Tian Mi Mi              | Ye Qing               |        |
| 2009 | Auntie Duohe            | Duo He                |        |
| 2011 | The Legend of Zhen Huan | Zhen Huan             |        |
| 2013 | Hot Mom!                | Xia Bing              |        |
| 2015 | The Legend of Mi Yue    | Mi Yue                |        |
| 2017 | Nothing Gold Can Stay   | Zhou Ying             |        |
| 2020 | With You (Together)     | Chief Fang            | [ 24 ] |

### Programas de variedades
| Año  | Programa   | Notas    |
| ---- | ---------- | -------- |
| 2015 | Happy Camp | invitada |

### Eventos
| Año  | Título           | Notas |
| ---- | ---------------- | ----- |
| 2021 | 2020 Weibo Night |       |

## Discografía

### Álbumes
| Año  | Título               | Título original | Idioma   |
| ---- | -------------------- | --------------- | -------- |
| 2006 | Love is like the Air | 爱如空气        | Mandarín |
| 2008 | A Little Dream       | 小小的梦想      | Mandarín |
| 2010 | Beautiful Signal     | 美俪暗号        | Mandarín |